# قانون كيفك (ألبوم)
ألبوم قانون كيفك هو البوم للمغنية أصالة نصري
قدمت أصالة نصري البومها إلى الأضواء، حيث الجميع اتفق على نجاح ألبومها الخليجي «قانون كيفك» وكان العمل من إنتاج زوجها طارق العريان، ومن توزيع شركتي ميلودي و«الريف».
فقد إتفقت أصالة مع ميلودي على توزيع ألبومها الجديد في مصر وعدد من الدول العربية نظراً لسيطرتها وقوتها من ناحية الانتشار، ومع شركة الريف الإماراتية على توزيع الألبوم في دول الخليج العربي. وبهذا تضمن أصالة بأن يتم توزيع ألبومها في كافة الأسواق العربية بشكل عادل، خصوصاً أن هذا العمل هو بمثابة تحدٍ لها ولشركة روتانا التي غادرتها عن زعل، ليكون هذا أول ألبوم لها وهي خارج روتانا.
وكانت أصالة قد خضعت لجلسة تصوير فوتوغرافية بعدسة المصور المصري كريم نور وانتهت من تصميم غلاف ألبومها، وكانت قد وعدت معجبيها بأن يصدر ألبومها في عيد ميلادها، أي في 15 أيار/مايو الحالي، ولكن يبدو أنه صدوره قد يتأخر لأيام معدودة، كحد أقصى سيصدر في 25 مايو.
لم تصور أصالة أي كليب ضمن هذا الالبوم ولكن سنة 2015 قام جمهورها بعمل مونتاج لأغنية «إلى متى» والذي يعبر عن حال سوريا في الحرب من الناحية الإنسانية بدون التطرق إلى أي جانب سياسي وقامت الفنانة بنشره عبر مواقع التواصل الاجتماعي
و تعاملت أصالة في ألبومها الخليجي مع نخبة من الشعراء والملحنين هم: فيصل السديري، سعود البابطين، فايز السعيد، سهم (ملحن)، أسير الشوق، سعود بن عبد الله، هاني فرحات، تركي، خالد عز وغيرهم.
الأغنية كلمات ألحان توزيع
1- قانون كيفك تركي سهم خالد عز
2- بس دقيقه فيصل السديري سهم خالد عز
3- شف عذر سعود بن عبد الله سهم خالد عز
4- شخص يهتم سعودالفيصل سهم خالد عز
5- إلى متى فيصل السديري سهم عصام الشرايطي
6- تعبت أرضيك أسير الشوق سهم عصام الشرايطي
7- شرهه وعتب سعودالبابطين سهم عصام الشرايطي
8- سم وعسل معتزه ليل سيروس
9- ياراسي التعب أحمد المسافري فايز السعيد إبراهيم السويدي